# Coruja-da-floresta
A Coruja-da-floresta (Strix woodfordii) é uma espécie de ave estrigiforme pertencente à família Strigidae.